# Shabab Al-Khalil SC
El Shabab Al-Khalil Sports Club (àrab: نادي شباب الخليل الرياضي, Nādī Xabāb al-Ḫalīl ar-Riyāḍī) és un club de futbol palestí amb seu a Hebron, que juga a la Lliga Premier de Cisjordània.

## Palmarès
- Lliga Premier de Cisjordània:[3]
  - 1979, 1982, 1986, 1999, 2016, 2021

- Copa de Cisjordània de futbol:[3]
  - 1978, 1981, 1985, 2013

- Supercopa de Cisjordània de futbol:[3]
  - 2013

- Copa Yasser Arafat:[3]
  - 2013-14, 2016-17